# Donau-Arena
Die Donau-Arena ist eine Mehrzweckhalle im Stadtbezirk Weichs der oberpfälzischen Stadt Regensburg, Bayern. Sie ersetzte 1999 das Eisstadion an der Nibelungenbrücke als Heimspielstätte der Eishockeymannschaft Eisbären Regensburg. Sie wird regelmäßig für Veranstaltungen wie z. B. Messen oder Konzerte genutzt. Der Namensgeber sind die Stadtwerke Regensburg, sodass die Halle offiziell das Stadtwerk.Donau-Arena heißt.

## Geschichte
Das Konzert von Bruce Springsteen am 23. April 1999 zur Eröffnung war die erste Großveranstaltung in der Donau-Arena. Am 5. Dezember 1999 war sie das erste Mal bei einem Eishockeyspiel ausverkauft, als der EV Regensburg in der Oberliga den ETC Crimmitschau empfing.
Die Nürnberg Ice Tigers trugen ihre Heimspiele der European Hockey League 1999/2000 in der Donau-Arena aus. Außerdem wurde die Donau-Arena zu Beginn der DEL-Saison 2008/09 als Ausweich-Spielstätte der Straubing Tigers genutzt, da die eigene Halle durch einen Brand schwer beschädigt worden war. Am 10. Januar 2010 wurde die Halle im Rahmen der EM-Vorbereitung der Männer-Handballnationalmannschaft erstmals auch für ein Handballspiel genutzt. Deutschland unterlag Island mit 29:33 (17:18).
Die Donau-Arena wurde ab März 2015 für 2,3 Mio. Euro erweitert. Auf der Westseite entstanden auf 700 m² neue Funktionsräume, um die Sport- und Konzertveranstaltungen besser trennen zu können, da Kapazitätsgrenzen erreicht waren. So erhielten die Mannschaften des EV Regensburg feste Kabinen und zusammen mit dem EC Regensburg neue Büroräumlichkeiten. Außerdem wurden Versäumnisse aus den Baujahren nachgeholt, unter anderem wurden nun Kassenhäuschen errichtet. Mit Beginn der Playoffs der Saison 2015/16 wurden aus Sicherheitsgründen einige Stehplätze im Gästebereich und damit die Gesamtkapazität von 4961 auf 4863 reduziert. 2021 erfolgten weitere Umbauten, wodurch die Kapazität bei Eishockeyspielen auf 4.712 (2.985 Sitzplätze, 1.727 Stehplätze) gesenkt wurde.

## Charakteristik der Halle

### Nutzung
Neben dem EV Regensburg nutzen der EHC Regensburg und der EC Regensburg die Eis- und Büroflächen der Donau-Arena, auch die deutsche Eishockeynationalmannschaft trug mehrmals ihre Länderspiele in der Arena aus. In den Wintermonaten steht die Arena für das öffentliche Eislaufen zur Verfügung.

### Technische Daten
Der Gebäudekomplex der Donau-Arena mit einer Gesamtgrundfläche von 10.610 m² umfasst neben der Haupthalle eine Trainingshalle sowie mehrere Tagungsräume und Umkleidekabinen. Die Eisfläche der Haupthalle beträgt 60 m × 30 m, die der Trainingshalle 58 m × 29 m.

### Kapazität
Die Donau-Arena bietet bei den Heimspielen der Eisbären Regensburg 4712 Zuschauern Platz, davon 2985 Sitz- und 1727 Stehplätze. Bei Konzerten fasst die Halle bis zu 7700 Zuschauer, wenn der Innenraum mit 2700 Stehplätzen genutzt wird. Ist der Innenraum mit maximal 1500 Plätzen bestuhlt, bietet die Arena 6500 Plätze. Bei Handballspielen stehen in der Donau-Arena 5500 Plätze zur Verfügung.

## Verkehrsanbindung und Lage
Die Halle befindet sich im Osten Regensburgs an der Walhalla-Allee im Stadtbezirk Weichs in direkter Nachbarschaft des Baseballstadions Armin-Wolf-Arena, mit der sich die Arena 1020 kostenpflichtige Parkplätze teilt. Des Weiteren gibt es 26 Busparkplätze. Sie ist durch die Linie 5 des RVV (Haltestelle Gewerbepark) mit dem ÖPNV zu erreichen. Zusätzlich fahren Busse mit der Linie D vom Regensburger Hauptbahnhof direkt zur Halle.

## Galerie

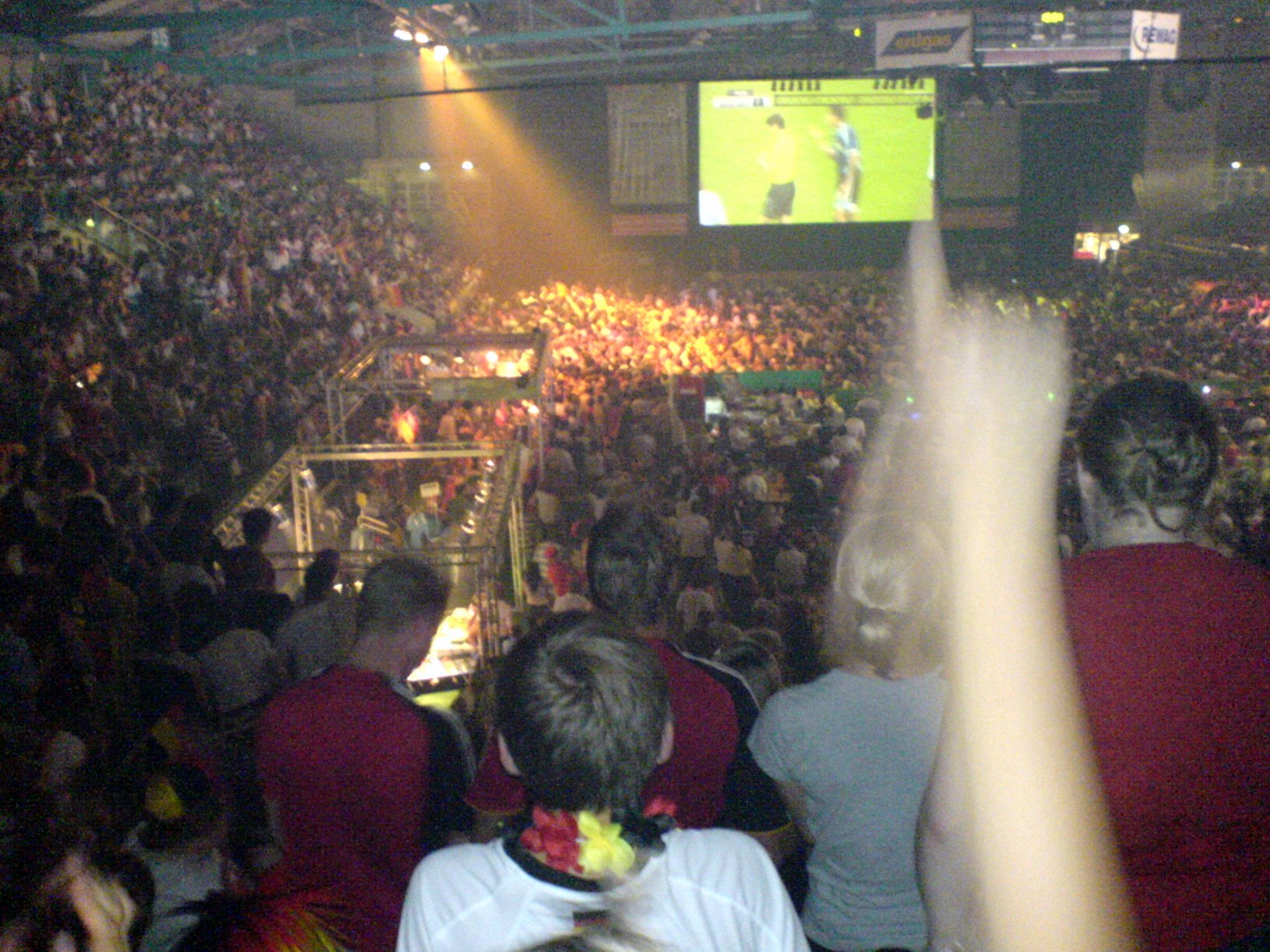
Public Viewing beim Viertelfinalspiel der Fußball-Weltmeisterschaft 2006 zwischen Deutschland und Argentinien
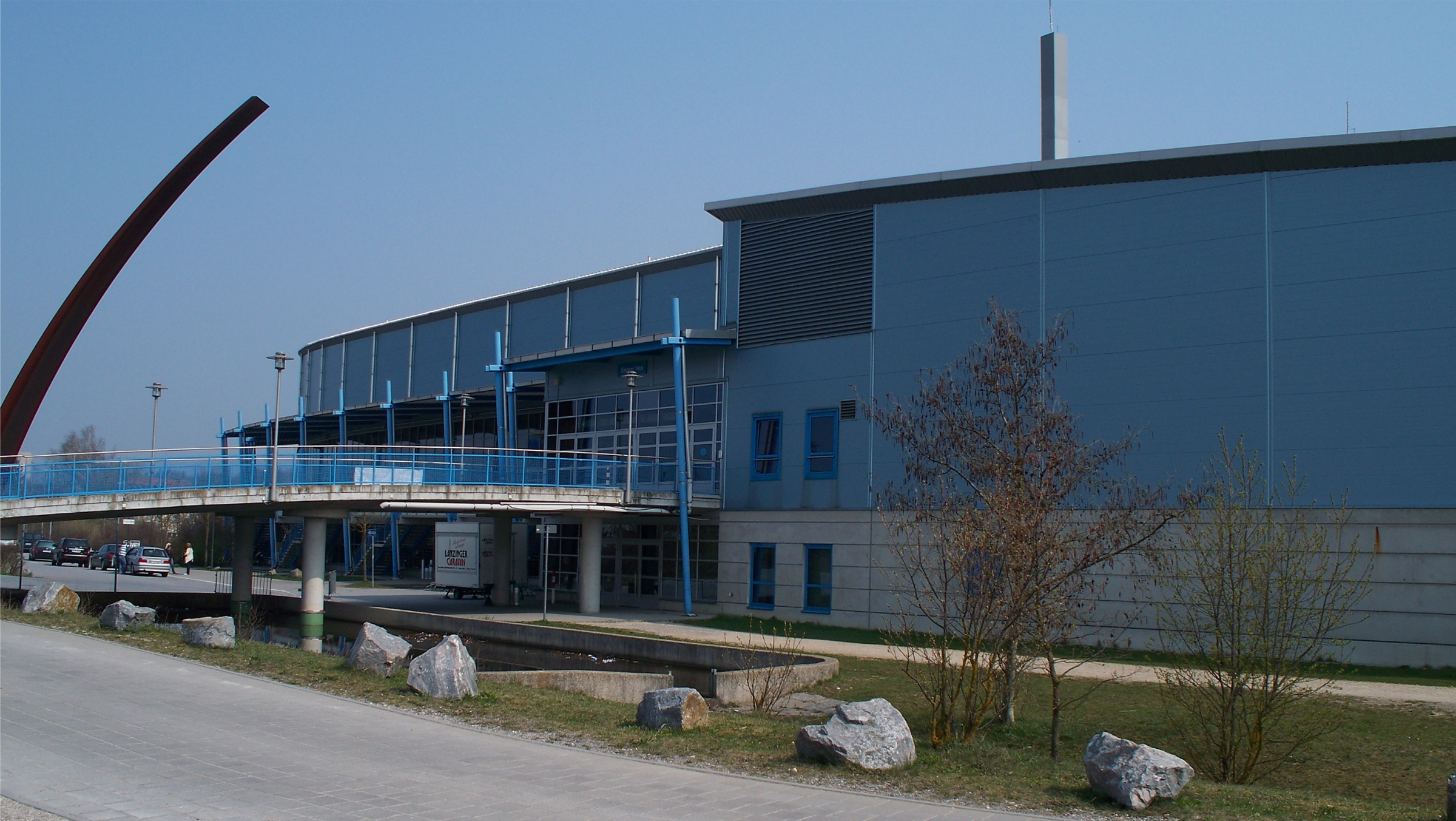
Seitenansicht (2009)
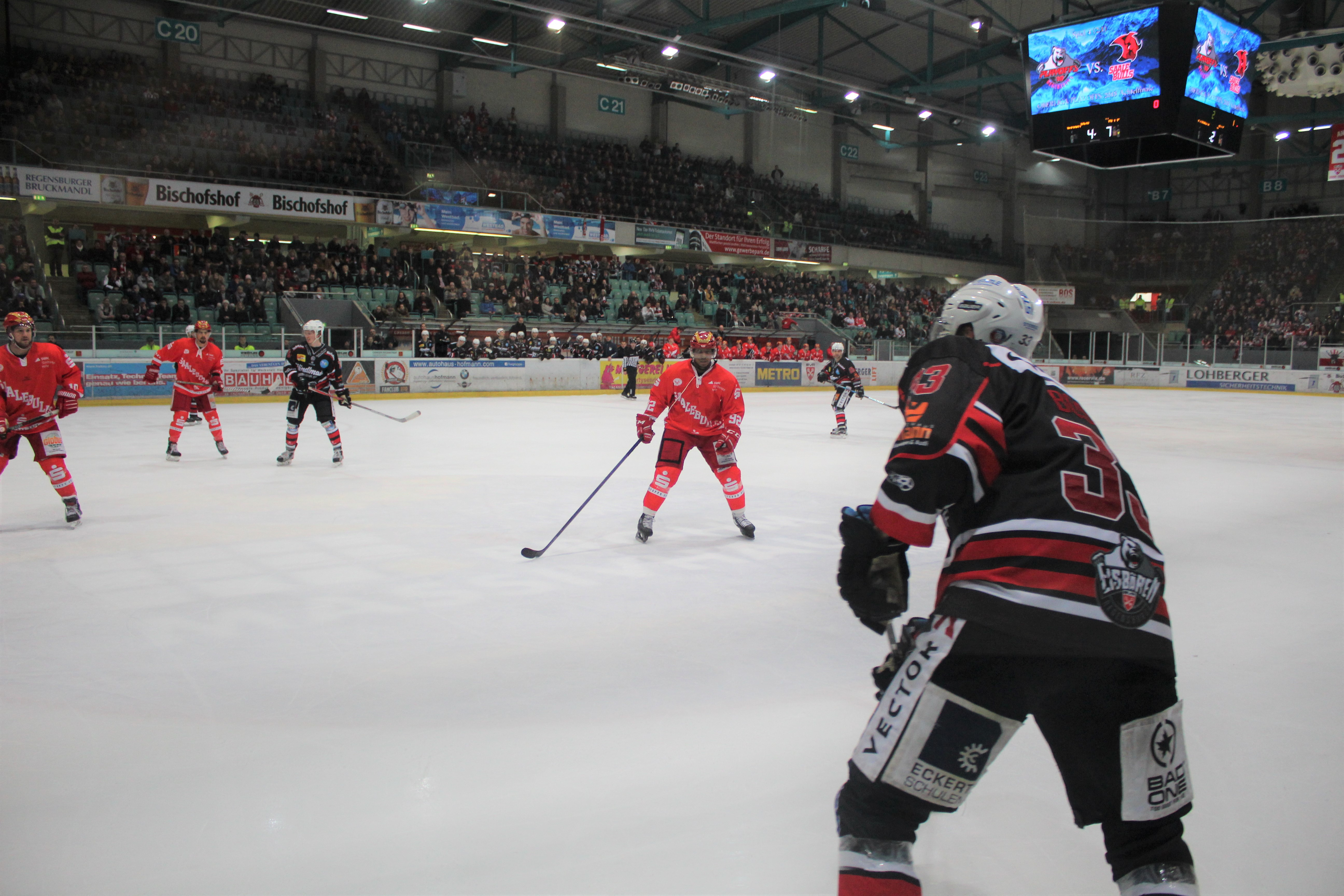
Szene eines Play-off-Spiels der Eisbären gegen die Halle Saale Bulls (2018)
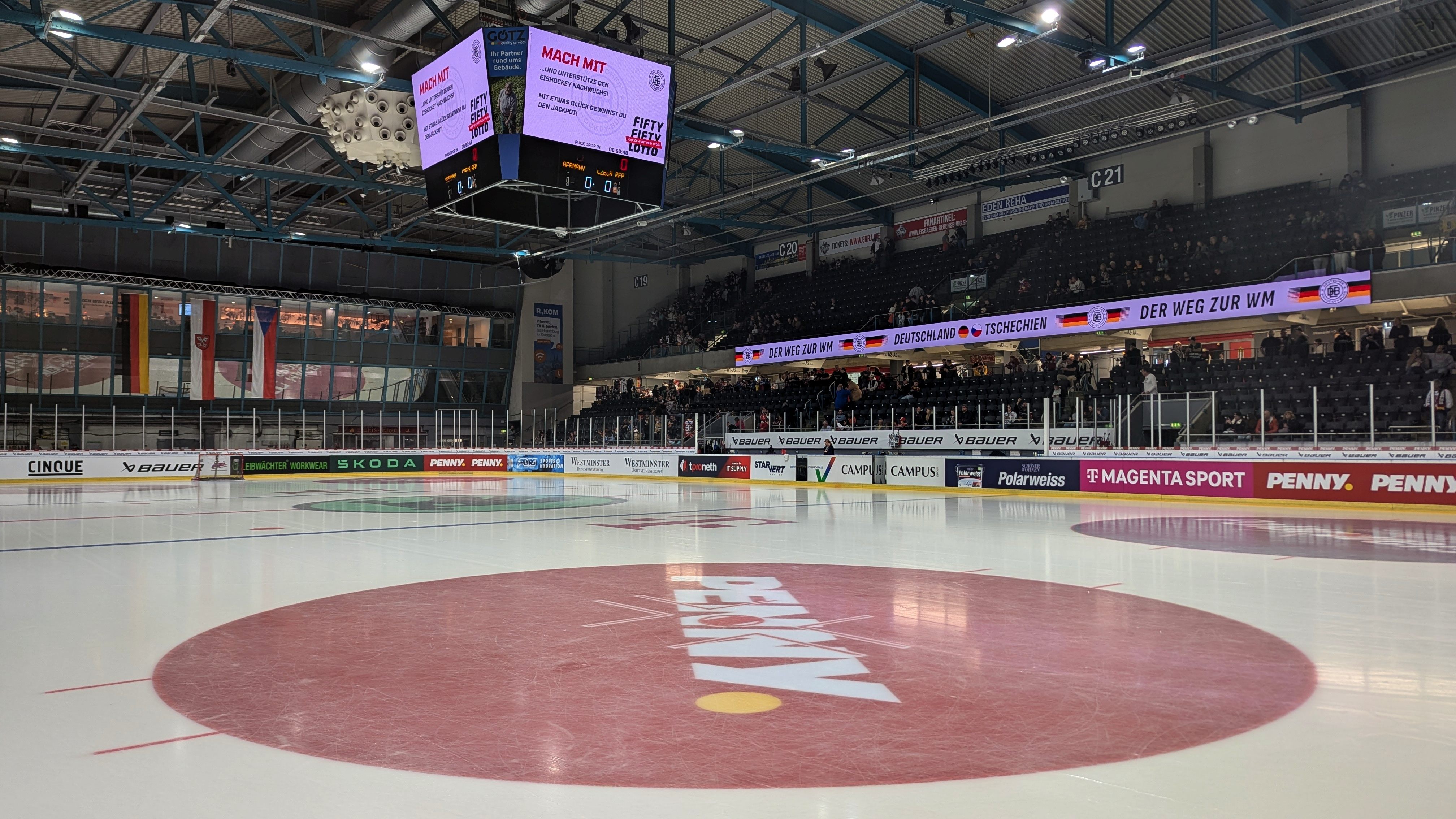
Halle im Rahmen des Eishockey-Länderspiels im April 2025
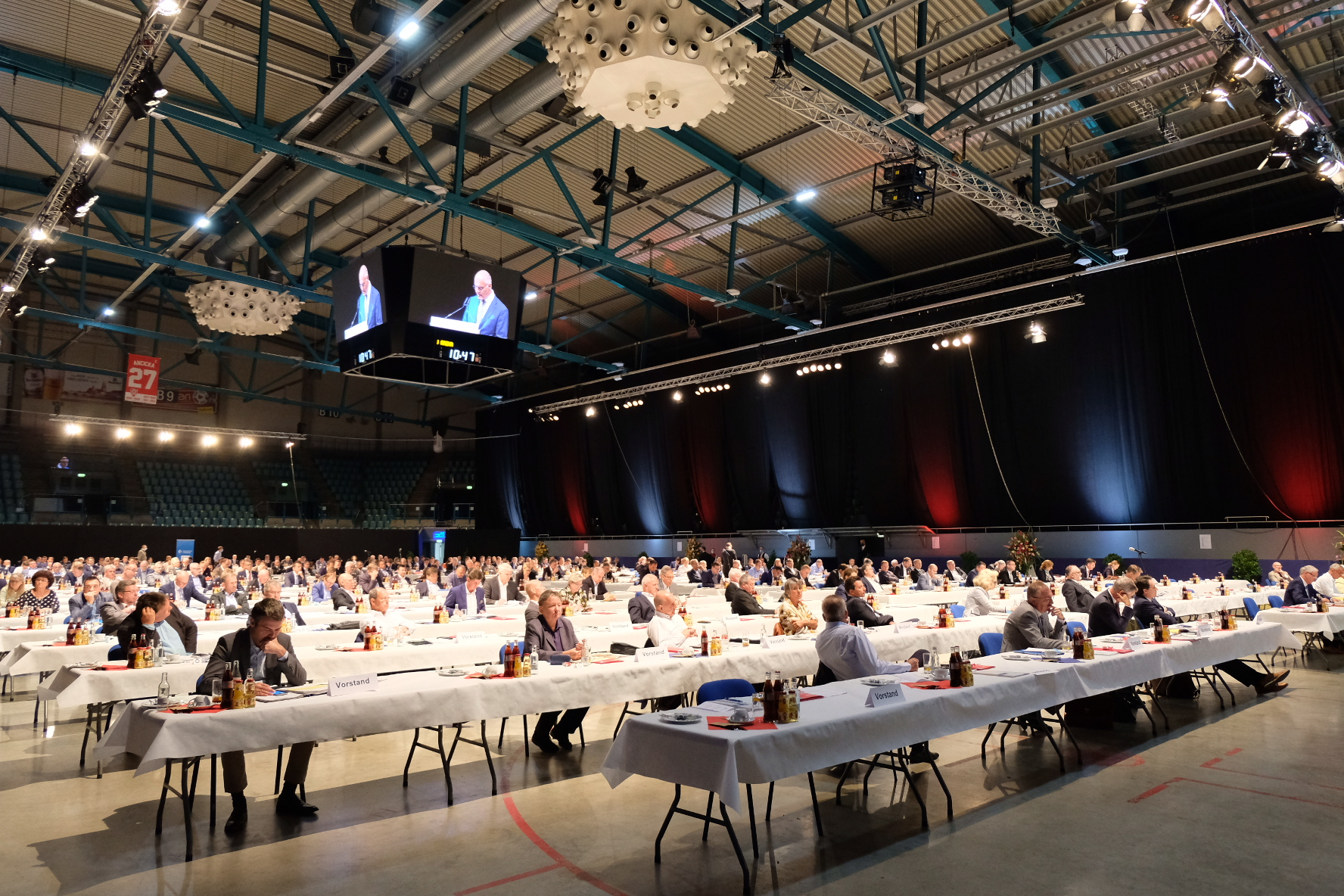
Bayerischer Städtetag 2020 in der Donau-Arena